# Гонсалвес, Роб
Ро́берт «Роб» Гонса́лвес (англ. Robert "Rob" Gonsalves; 25 июня 1959, Торонто, Канада - 14 июня 2017) — канадский художник, работавший в стиле магического реализма-сюрреализма. Почетный житель Канады, отмеченный многими наградами.

## Биография
Родился в цыганской семье Торонто в 1959 году. В детстве он постоянно развивал свой интерес к рисованию. В 12 лет он изучил технику перспектив, и его знание архитектуры позволило ему воплощать придуманные здания, а также начать рисовать свои первые картины.
Познакомившись с творчеством Дали и Танги, Гонсалвес нарисовал свои первые сюрреалистические картины. «Магический реализм» Магритта и Эшера оказал большое влияние на его будущие работы.
В последующие после окончания колледжа годы Гонсалвес работал архитектором, но также рисовал создающие иллюзию реальности фрески и театральные декорации. После удачного выступления на выставке уличного искусства в Торонто в 1990 году Гонсалвес полностью посвятил себя живописи.
В последний месяц жизни художник находился в затяжной депрессии, которая привела к самоубийству.

## Картины
Хотя работы Гонсалвеса относят к сюрреализму, они все-таки не полностью выдержаны в этом стиле, потому что его образы всегда четко спланированы и являются результатом осознанной мысли. Идеи по большей части генерируются из внешнего мира и основываются на человеческой активности, художник использует тщательно выверенные иллюзионистские приемы. Гонсалвес добавляет волшебства в реальные сцены. В результате термин «магический реализм» в точности описывает его работы. Его живопись — это попытка продемонстрировать людям, что невозможное возможно.
Многие выдающиеся люди, известные корпорации, посольства коллекционируют работы Гонсалвеса и его «лимитед эдишн» постеры. Роб Гонсалвес принимал участие в «Арт Экспо» в Нью-Йорке и Лос-Анджелесе, «Декор» в Атланте и Лас-Вегасе, форуме изящных искусств. Его личные выставки работали в галереях «Дискавери», «Хадсон Риве» и «Калейдоскоп».

## Книги с иллюстрациями
В 2003 году издательство Simon & Schuster выпустило его первую книгу с иллюстрациями «Imagine a Night». Вторая была издана в 2005, под названием «Imagine a Day». И третья «Imagine a Place» была выпущена в 2008 году.